# There Goes Rhymin' Simon
Albums de Paul Simon
Paul Simon
(1972) Paul Simon in Concert: Live Rhymin'
(1974)
There Goes Rhymin' Simon est le troisième album solo de Paul Simon, sorti en 1973.

## Titres
Toutes les chansons sont de Paul Simon.
| No  | Titre                                    | Durée |
| --- | ---------------------------------------- | ----- |
| 1.  | Kodachrome                               | 3:32  |
| 2.  | Tenderness                               | 2:53  |
| 3.  | Take Me to the Mardi Gras                | 3:27  |
| 4.  | Something So Right                       | 4:33  |
| 5.  | One Man's Ceiling Is Another Man's Floor | 3:44  |
| 6.  | American Tune                            | 3:43  |
| 7.  | Was a Sunny Day                          | 3:41  |
| 8.  | Learn How to Fall                        | 2:44  |
| 9.  | St. Judy's Comet                         | 3:19  |
| 10. | Loves Me Like a Rock                     | 3:31  |